# Cioca-Boca, Iași
Cioca-Boca este un sat în comuna Șcheia din județul Iași, Moldova, România.

## Personalități născute aici
- Nicolae Panaite (n. 1954), poet, publicist și editor, membru al Uniunii Scriitorilor din România.